# Mimosa benthamii
Mimosa benthamii är en ärtväxtart som beskrevs av James Francis Macbride. Mimosa benthamii ingår i släktet mimosor, och familjen ärtväxter. Inga underarter finns listade i Catalogue of Life.